# ジメルカプロール
ジメルカプロール（dimercaprol）は、重金属中毒の解毒剤（キレート剤）である。商品名はバル（BAL）であり、元々はイギリスでルイサイトの解毒剤として開発されたことに由来する（British Anti-Lewisiteの略称）。
組成式はC3H8OS2、IUPAC名は2,3-ジメルカプトプロパノール(2,3-Dimercaptopropanol)。CAS登録番号は59-52-9。 

## 作用機序
投与方法は筋注。本剤は、金属イオンに対する親和性が強く、体内の諸酵素と金属イオンの結合を阻害する。既に結合してしまっている場合は、本剤が金属イオンと結合することによって、阻害された酵素から金属イオンを引き剥がし、体外への排泄を促進する。その結果、酵素の活性が賦活する。

## 適応
砒素、水銀、鉛、銅、金、ビスマス、クロム、アンチモンの中毒。なおモノアルキル水銀、アルキル鉛、タリウム、バナジウムに対しては効果がない。
鉄、カドミウム、セレン、放射性元素の中毒には用いない（中毒症状を悪化させることがある）。なお、鉄中毒に対してはデフェロキサミン、カドミウム中毒にはCaNa2EDTA（エチレンジアミン四酢酸カルシウム二ナトリウム）が用いられる。